# Eckart Boege

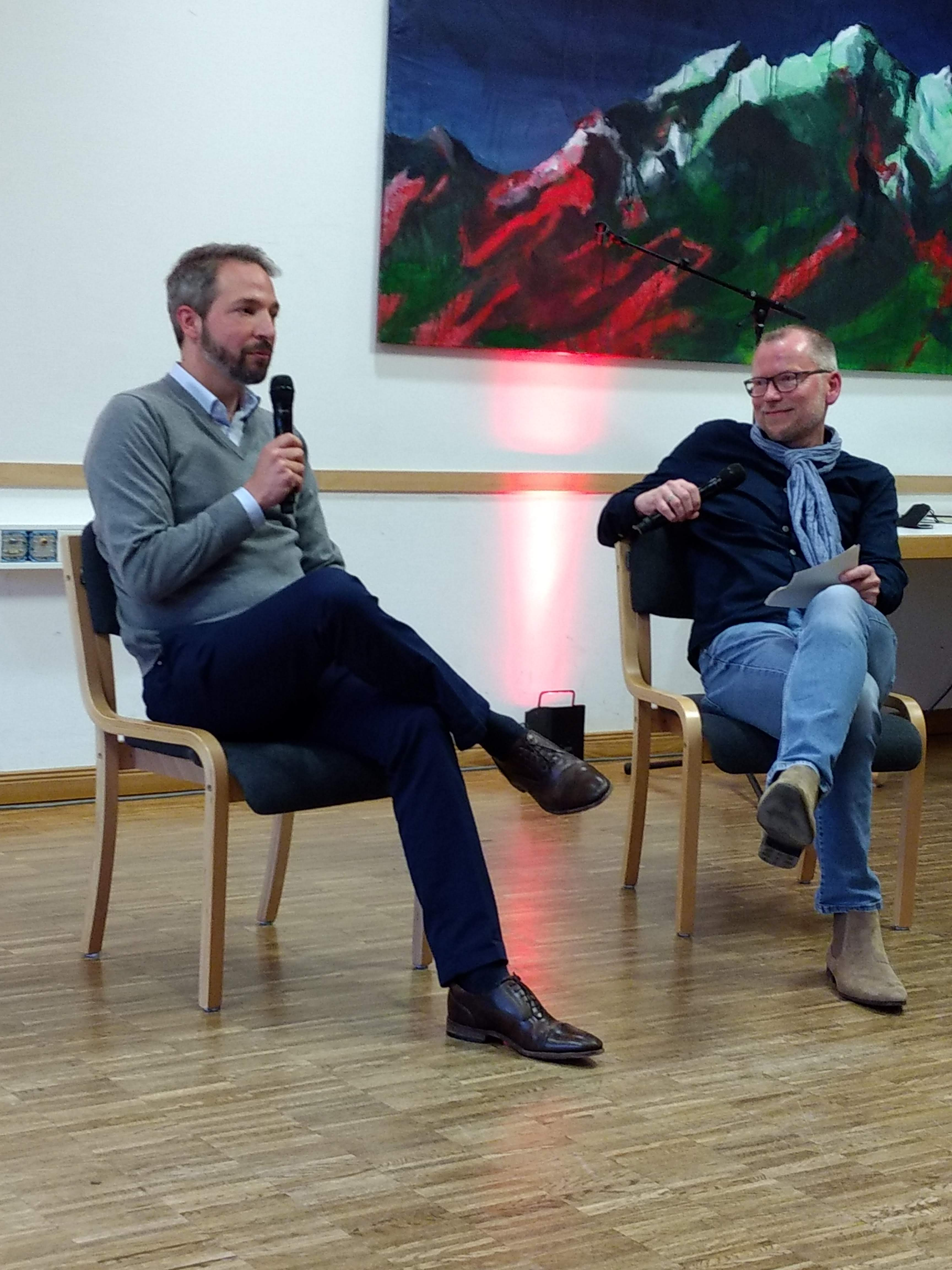
Eckart Boege (links) beim Interview am Tag vor seinem Amtsantritt als Bürgermeister von Ahrensburg

Eckart Boege (* 15. April 1978 in Bonn) ist ein deutscher Kommunalpolitiker der SPD. Seit Mai 2022 ist er Bürgermeister der schleswig-holsteinischen Stadt Ahrensburg.

## Leben
Boege wuchs in Witterschlick bei Bonn auf und engagierte sich schon früh in der Schülervertretung seiner Schule, dem Bonner Hardtberg-Gymnasium. Daneben arbeitete er an diversen Bonner Schülerzeitungen mit. Nach dem Abitur studierte er an der Friedrich-Schiller-Universität in Jena Mathematik und Wirtschaftswissenschaften und war außerdem von 2001 bis 2002 Chefredakteur der Studentenzeitung der Universität Jena. Nach dem Studienabschluss als Diplom-Mathematiker arbeitete Boege zuerst in Düsseldorf bei einer Unternehmensberatung und später in Hamburg in der Energiewirtschaft.

## Politik
Boege trat 2005 in die SPD ein und war seit 2016 Beisitzer im Vorstand der SPD Ahrensburg und von 2019 bis 2022 Ortsvereinsvorsitzender. Ehe er das Bürgermeisteramt übernahm, war er Mitglied im Finanzausschuss sowie stellvertretendes Mitglied im Bau- und Planungsausschuss der Stadtverordnetenversammlung Ahrensburg. Er ist Aufsichtsratsmitglied der badlantic Betriebsgesellschaft für das Freizeitbad in Ahrensburg und Vertreter der SPD in der Arbeitsgemeinschaft Städtepartnerschaften.
Boege ist seit dem 1. Mai 2022 als Nachfolger von Michael Sarach (SPD), der nach zwei Amtszeiten nicht wieder angetreten war, Bürgermeister von Ahrensburg. Als Kandidat der SPD erhielt er im zweiten Wahlgang 51,7 % der Stimmen. Der parteilose, von der CDU unterstützte Thomas Schreitmüller unterlag ihm mit 48,3 % der Stimmen. Im ersten Wahlgang hatte Schreitmüller mit 42,4 % noch vor Boege mit 34,5 % gelegen. Dritter Kandidat war der von den Grünen vorgeschlagene Christian Schubbert-von Hobe, der 23,1 % der Stimmen erreichte und nun 2. stellvertretender Bürgermeister von Ahrensburg ist. Der erste Wahlgang fand gleichzeitig mit der Bundestagswahl statt und hatte eine Wahlbeteiligung von 75,3 %, während die Stichwahl eine Wahlbeteiligung von 45,1 % hatte.

## Familie
Boege ist verheiratet und hat drei Kinder.